# Heroes (Conchita Wurst)
Heroes è un brano musicale della cantante austriaca Conchita Wurst,  pubblicato l'8 novembre 2014.

## Descrizione
Il 18 ottobre Conchita ha annunciato ai fan, tramite la sua pagina Facebook, l'uscita di un suo nuovo singolo; il titolo del brano è stato rivelato due giorni dopo.
Il 21 novembre 2014 viene pubblicato sul canale YouTube della cantante il video ufficiale del singolo.
Nel video, Conchita dimostra come si possa fermare la guerra con l'amore, baciando quella che sembra essere una rappresentazione di Vladimir Putin.